# جوليس الوكي
جوليس الوكي (بالفرنسية: Jules Iloki) (14 يناير 1992 بباريس في فرنسا - ) هو لاعب كرة قدم فرنسي في مركز الوسط. لعب مع نادي نانت وLuçon FC ‏.

## وصلات خارجية
- جوليس الوكي على موقع قاعدة بيانات كرة القدم.إي يو (الإنجليزية)
- جوليس الوكي على موقع Soccerway.com (الإنجليزية)
- جوليس الوكي على موقع عالم كرة القدم.نت (الإنجليزية)
- جوليس الوكي على موقع AS.com (الإسبانية)